# 6-та планерно-десантна бригада (Велика Британія)
6-та планерно-десантна бригада Великої Британії (англ. 6th Airlanding Brigade (United Kingdom) — військове з'єднання, бригада повітряно-десантних військ Великої Британії часів Другої світової війни. Сформована 23 квітня 1943 року та була включена до 6-ї дивізії, разом з 3-ю та 5-ю парашутними бригадами.
6 червня 1944 року під час висадки в Нормандії бригада брала участь в операції «Маллард», утримуючи після висадки посадочним способом південний фланг Нормандського плацдарму над річкою Орн. У серпні 1944 року на завершальному етапі операції «Оверлорд» разом з іншими частинами 6-ї повітряно-десантної дивізії 6-та бригада брала участь у наступі до річки Сени. У вересні 1944 року бригаду з рештою дивізії повернули до континентальної Європи. В грудні після початку несподіваного наступу німецької армії в Арденнах, більш відомому як «битва на виступі», 6-ту планерно-десантну бригаду терміново перекинули до Франції на посилення позицій британських військ на цьому стратегічному напрямку. У березні 1945 року бригада взяла участь в останній повітряно-десантній операції на Західному фронтові, в операції «Версіті». Після чого десантне з'єднання з боями пройшло через Німеччину, до кінця війни вийшло до Балтійського моря у Вісмара.
Наприкінці травня 1945 року бригада була виведена з Німеччини до Англії, але 10 жовтня 1945 року у складі 6-ї дивізії була відправлена до Палестини для забезпечення внутрішньої безпеки в регіоні, де розпочалося повстання євреїв та зростання терористичної активності. Після прибуття на Близький Схід 1-ї парашутної бригади, 6-ту бригаду вивели зі складу повітряно-десантних військ Великої Британії та повернули піхоті; частина була перейменована на 31-шу окрему піхотну бригаду.